# Stargate SG-1
Stargate SG-1 (abbreviato solitamente in SG-1 o SG1) è una serie televisiva statunitense basata sul film Stargate del 1994, scritto da Dean Devlin e Roland Emmerich e diretto da quest'ultimo. Emmerich aveva inizialmente l'intenzione di realizzare altri due film, creando così una trilogia di Stargate. Il progetto fu però abbandonato, e così la MGM Television poté acquistare i diritti e le licenze necessarie per mandare in onda una serie televisiva basata sull'universo di Stargate. Gli sceneggiatori sono stati in grado di creare sui presupposti del film, un intero nuovo universo, popolato da numerose razze aliene che, grazie alla loro avanzata tecnologia, si sono suddivise il controllo dei vari settori dello spazio.
L'episodio pilota è stato trasmesso negli Stati Uniti il 27 luglio 1997 sul canale Showtime, che ha ospitato la serie fino alla sua quinta stagione. Dalla sesta stagione la serie è trasmessa da Sci Fi Channel, che attualmente ne detiene l'esclusiva.
Il telefilm si differenzia da altre serie televisive fantascientifiche di successo come Star Trek o Babylon 5, essendo ambientato non in un futuro imprecisato, bensì ai giorni nostri, nello stesso periodo in cui viene mandato in onda.
In Italia le prime due stagioni di Stargate SG-1 sono state trasmesse da TMC (poi LA7) tra il 1999 e il 2001. Dalla terza stagione in poi gli episodi sono invece stati trasmessi da Sky Italia (canale Fox), che detiene anche i diritti per le prime due stagioni. Nell'estate 2004, Rai 2 ha riproposto le stagioni 3, 4 (tranne episodi 4x05, 4x11 e 4x20) e i primi 8 episodi della stagione 5. Successivamente, il telefilm è stato ritrasmesso a rotazione tra LA7, Rai 3 (che ha trasmesso in prima visione in chiaro gli episodi 4x05, 4x11 e 4x20 nel 2007 e gli ultimi 14 episodi della stagione 5 nel 2008) e Rai 1 (che trasmise la serie alle 4 di notte senza rispettare l'ordine cronologico delle puntate).
LA7 ha proposto con successo in prima serata le stagioni 7, 8, 9 e 10 a partire dal giugno 2008. Al termine della 10ª stagione, LA7 ha inoltre trasmesso i due film in prima visione assoluta Stargate: L'arca della verità (novembre 2008) e Stargate: Continuum (27 dicembre 2009).
Insieme alla messa in onda della serie, TMC/LA7 ha prodotto il programma di divulgazione Stargate - Linea di confine ispirato a essa.

## Trama
Il film Stargate terminava con l'uccisione del crudele alieno Ra (considerato un dio dagli antichi egizi), il salvataggio della popolazione del pianeta Abydos ed il ritorno dei protagonisti sulla Terra tranne che per il Dottor Jackson. La serie tv riparte da qui, circa un anno dopo questi avvenimenti.

### Panoramica
La storia è incentrata sulle vicende dell'SG-1, la prima squadra ufficiale del Comando Stargate formatasi.

### Le prime stagioni
L'episodio pilota (I figli degli dei) si apre con l'arrivo sulla Terra di un alieno, un Goa'uld di nome Apophis.
Nel tentativo di scoprire qualcosa, una squadra comandata dal Colonnello Jack O'Neill ritorna ad Abydos e grazie al dottor Daniel Jackson scopre che lo Stargate può condurre non solo ad Abydos ma su un'infinità di altri mondi.
Successivamente Apophis raggiunge anche Abydos e rapisce Sha're, la moglie abydosiana di Daniel Jackson. Il Governo degli Stati Uniti prende coscienza del fatto che Ra non era l'unico alieno in grado di servirsi degli stargate per invadere e schiavizzare i mondi, e organizza un programma di esplorazione nella speranza di trovare nuove tecnologie che possano servire alla Terra per proteggersi dalla minaccia Goa'uld.
Lo Stargate non è più la scorciatoia nello spazio-tempo per un solo mondo alieno, ma una porta aperta su migliaia di nuovi mondi, raggiungibili attraverso diverse combinazioni dei simboli scolpiti sul congegno che è possibile digitare (in modo analogo a un numero telefonico) sullo stargate utilizzando il computer di digitazione, messo a punto nel 1995 da una squadra del Pentagono, di cui facevano parte Samantha Carter, Barbara Shore e Gary Meyers sotto la guida di Catherine Langford, che è impersonata nel film originale da Viveca Lindfors e ha invece nel telefilm il volto di Elizabeth Hoffman.
Viene dunque costituita una squadra di recupero, l'SG-1, a cui in seguito si affiancheranno decine di altre squadre d'esplorazione. L'SG-1 è composta dal colonnello Jack O'Neill, impersonato dall'attore Richard Dean Anderson, dal capitano Samantha Carter, impersonata dall'attrice Amanda Tapping e dal dottor Daniel Jackson, impersonato dall'attore Michael Shanks, unitosi al progetto nella speranza di ritrovare la propria moglie Sha're, rapita da Apophis.
In seguito entrerà a far parte della squadra anche un jaffa ribelle di nome Teal'c, impersonato dall'attore Christopher Judge, che fornirà in molte occasioni un apporto prezioso grazie al suo indubbio coraggio e senso dell'onore, e grazie all'approfondita conoscenza dei Goa'uld, essendo lui stesso un portatore di una larva goa'uld.
In queste prime stagioni la trama è incentrata principalmente sull'esplorazione di nuovi mondi raggiungibili mediante lo Stargate, dal contatto con le civiltà del luogo ed i pericoli ed opportunità che ne conseguono, mentre sullo sfondo si svolge la battaglia contro i Signori del Sistema (i più potenti fra i Goa'uld). A complicare il quadro, forze ostili sulla Terra tentano di prendere il controllo dello Stargate o delle tecnologie ad esso collegate.
A partire dalla terza stagione svolgono un ruolo significativo i Replicatori (o Replicanti, nella versione italiana vengono chiamati in tutti e due i modi), macchine in grado di autoriprodursi e combinarsi fra loro, che rappresenteranno un grave pericolo per una delle più potenti razze alleate dei Terrestri, gli Asgard.

### La sesta stagione
Alla fine della quinta stagione Daniel Jackson muore in seguito ad una dose letale di radiazioni che lo investe durante un esperimento atomico e viene quindi sostituito nella squadra SG-1 dal kelowniano Jonas Quinn, interpretato dall'attore Corin Nemec. Daniel, essendo morto salvando la vita di milioni di persone, è meritevole di passare negli ascesi che vivono in un piano superiore di esistenza grazie all'aiuto di Oma Desala.

### Settima ed ottava stagione
La settima stagione inizia con il ritorno di Daniel Jackson alla forma umana ed al suo ruolo nel team SG-1, e con l'abbandono di Jonas Quinn. La storia prosegue con l'aumento dell'intensità del conflitto fra Terra (alla ricerca dalla Città perduta degli Antichi) e Anubis, che culmina con la battaglia dell'Antartide.
Nell'ottava stagione continua la lotta contro Anubis, affiancato ora da Ba'al, e alla ricomparsa dei Replicatori come forza in grado di distruggere la Galassia. La stagione termina con la loro sconfitta, la neutralizzazione definitiva di Anubis e la liberazione dei Jaffa.

### La nona stagione
La nona stagione rappresenta per Stargate SG-1 un momento di svolta, soprattutto in seguito alla partenza di Richard Dean Anderson (Jack O'Neill) dal cast fisso. Gli altri attori del cast originale Michael Shanks, Christopher Judge e Amanda Tapping rinnovano invece la loro partecipazione.
Con la nona stagione anche gli avvenimenti della serie subiscono una brusca svolta in seguito al declino dei Goa'uld e all'avvento di un nuovo nemico: gli Ori.

### La decima stagione
Il 24 ottobre 2005 viene annunciata la produzione di una decima stagione di Stargate SG-1, in onda a partire da febbraio 2006. Con la decima stagione, Stargate SG-1 supera il precedente record di longevità per le serie Sci-Fi di produzione USA, detenuto dalle nove stagioni di X-Files. Il record assoluto per il settore fantascientifico resta però saldamente in mano alla serie classica di Doctor Who, produzione britannica in onda ininterrottamente dal 1963 al 1989.
Tutto il cast della nona stagione firma il contratto per la decima: Ben Browder (Ten. Col. Cameron Mitchell), Michael Shanks (Dott. Daniel Jackson), Christopher Judge (Teal'c), Amanda Tapping (Ten. Col. Samantha Carter) e Beau Bridges (Gen. Hank Landry) partecipano infatti come regolari. Entra però a far parte del cast regolare anche Claudia Black, che aveva già interpretato in alcuni episodi dell'ottava e nona stagione il ruolo dell'aliena Vala Mal Doran.
A metà agosto 2006 SciFi Channel annuncia ufficialmente che la decima stagione sarà anche l'ultima: termina così la più lunga serie TV fantascientifica statunitense.

### I film
Il mancato rinnovo del contratto per un'undicesima stagione ha obbligato produttori e sceneggiatori ad alterare il finale della decima stagione, lasciando incomplete alcune sottotrame, ed in particolare l'esito finale della lotta contro i seguaci degli Ori ed il destino di Ba'al. Le idee alla base della prevista undicesima stagione sono state quindi riversate in due film non destinati alle sale cinematografiche:
- Stargate: L'arca della verità, messo in vendita l'11 marzo 2008 negli Stati Uniti ed il 29 aprile 2008 in Italia, introduce l'arma definitiva contro i Priori e narra dello scontro finale nella Galassia Ori.
- Stargate: Continuum, messo in vendita il 29 luglio 2008 negli Stati Uniti e il 10 settembre 2008 in Italia, è una storia di viaggi nel tempo e realtà alternative, nelle quali la squadra SG-1 dovrà affrontare e sconfiggere Ba'al su una Terra che non ha ancora scoperto lo Stargate.

## Personaggi e interpreti
- Jack O' Neill, interpretato da Richard Dean Anderson
- Daniel Jackson, interpretato da Michael Shanks
- Samantha Carter, interpretato da Amanda Tapping
- Teal'c, interpretato da Christopher Judge
- George Hammond, interpretato da Don S. Davis
- Janet Fraiser (stagioni 1-7, 9), interpretato da Teryl Rothery
- Jonas Quinn (stagioni 5-7), interpretato da Corin Nemec
- Vala Mal Doran (stagioni 8-10), interpretato da Claudia Black
- Cameron Mitchell (stagioni 9-10), interpretato da Ben Browder
- Hank Landry (stagioni 9-10), interpretato da Beau Bridges

### Guest star
Alla serie hanno preso parte diversi volti noti del cinema e della televisione. Tra gli altri: Alexis Cruz, Cary-Hiroyuki Tagawa, Dwight Schultz, Robert Picardo, Marina Sirtis, Morena Baccarin, Isaac Hayes, Tobin Bell, Erica Durance, Jolene Blalock, Tony Todd, Musetta Vander, Julian Sands, William B. Davis, Enrico Colantoni, Adam Baldwin, Armin Shimerman, James Earl Jones, Louis Gossett Jr., Willie Garson, Steven Williams, Torri Higginson, Tamlyn Tomita, Cameron Bright, Aaron Douglas, Christina Cox, Sarah Douglas, Samantha Ferris, Michael Rooker, Lexa Doig e Sean Patrick Flanery.

## Episodi
| Stagione         | Episodi | Prima TV originale | Prima TV Italia |
| ---------------- | ------- | ------------------ | --------------- |
| Prima stagione   | 22      | 1997-1998          | 1999-2000       |
| Seconda stagione | 22      | 1998-1999          | 2000-2003       |
| Terza stagione   | 22      | 1999-2000          | 2003            |
| Quarta stagione  | 22      | 2000-2001          | 2003            |
| Quinta stagione  | 22      | 2001-2002          | 2003-2004       |
| Sesta stagione   | 22      | 2002-2003          | 2004-2005       |
| Settima stagione | 22      | 2003-2004          | 2005            |
| Ottava stagione  | 20      | 2004-2005          | 2006            |
| Nona stagione    | 20      | 2005-2006          | 2006            |
| Decima stagione  | 20      | 2006-2007          | 2007            |

## La xenobiologia diStargate SG-1
Elenco delle principali specie, razze o popoli alieni dell'universo di Stargate SG-1:

### Ostili

#### Goa'uld
I Goa'uld sono una specie parassita i cui membri hanno un aspetto molto simile a quello di un serpente e il bisogno di introdursi all'interno del corpo di altri esseri viventi per assumerne il controllo della mente e del corpo. Tra i loro ospiti preferiti vi sono gli umani e gli Unas.
La maggior parte dei Goa'uld è malvagia, egocentrica ed estremamente megalomane. Di solito interpretano il ruolo di potenti signori o di autentiche divinità per controllare le proprie armate. Tuttavia, alcuni di loro si sono opposti a tutto ciò fondando il gruppo clandestino dei Tok'ra. Quando ci si riferisce ad un singolo Goa'uld spesso si ricorre al termine simbionte.

Durante la nona stagione, in seguito alla caduta dei Signori del sistema, il loro ruolo di minaccia nemica primaria decade a favore degli Ori.

#### Jaffa
I Jaffa sono una specie biologicamente molto simile agli umani, il cui genoma in passato è stato manipolato artificialmente dai Goa'uld per renderli delle incubatrici viventi per le larve della loro specie e dei soldati formidabili e fedeli. Discendono dalle popolazioni terrestri rapite usando lo Stargate e furono schiavizzati per servire i loro falsi dei (i Goa'uld). I Jaffa vivono su molti pianeti differenti in base al Goa'uld cui sono al servizio e sono un popolo di guerrieri, pronto a morire in nome del proprio dio, questo finché nell'ottava stagione non vengono liberati.

#### Unas
Gli Unas sono stati la prima specie ospite dei Goa'uld, con cui condivisero per lungo tempo lo stesso pianeta d'origine. Possiedono un'incredibile forza fisica e quando vengono presi come ospiti hanno l'abilità di guarire rapidamente da quasi tutte le ferite grazie ai poteri rigenerativi del parassita Goa'uld. Quando Ra scoprì l'esistenza della Terra gli Unas furono abbandonati in favore degli umani, fisicamente più adatti a maneggiare i congegni tecnologici depredati alle specie aliene più progredite, oltre ad avere un organismo meno complesso che potevano rigenerare quasi all'infinito grazie alla loro tecnologia avanzata, in modo da vivere in eterno con esso, cosa che non potevano fare con gli Unas.

#### Replicatori
I Replicatori sono una potente forma di vita cibernetica composta da infiniti blocchi di costruzione tenuti insieme da un avanzato livello di nanotecnologia.
Il loro principale scopo consiste nell'espandersi per l'universo aumentando in maniera esponenziale il proprio numero assimilando qualsiasi forma di tecnologia avanzata. Generalmente le loro aggregazioni sono insettiformi, ma compariranno anche dei Replicatori umanoidi, tra cui Fifth e la copia di Samantha Carter. Sono ostili nei confronti di tutte le forme di vita organiche dell'universo, ma il loro nemico principale sono gli Asgard in quanto sono in possesso di un prezioso minerale utile alla loro moltiplicazione.

#### Ori
Gli Ori sono esseri ascesi che utilizzano la loro infinita conoscenza dell'universo per costringere intere popolazioni ad adorarli come divinità. Originariamente erano un gruppo di Alterani che decisero di separarsi dagli altri membri della propria specie per una diversa visione nei confronti della vita. Gli Ori promettono l'ascensione ai mortali in cambio dell'adorazione religiosa, uccidendo tutti coloro che non desiderano seguire il Cammino dell'Origine. Gli Antichi preferiscono invece lasciare libero arbitrio ai mortali, attendendo che trovino il cammino dell'illuminazione per proprio conto senza intervenire negli avvenimenti del loro livello d'esistenza. In realtà gli Ori non aiutano mai nessuno ad ascendere poiché questo significherebbe condividere con altri il potere derivante dalle preghiere delle popolazioni convertite al culto dell'Origine.

#### Priori
I priori sono esseri umani potenziati dagli Ori affinché predichino il Cammino dell'Origine e puniscano i miscredenti. Sono dotati di un bastone apparentemente di legno, in realtà costruito con una tecnologia avanzatissima, che amplifica i loro già ragguardevoli poteri mentali, procurando loro l'invulnerabilità e la possibilità di modificare la realtà in modo apparentemente miracoloso. Credono ciecamente nel culto dell'Origine e sono disposti anche a suicidarsi nel nome degli Ori.

#### Adria
Adria è nata da Vala Mal Doran, ed è stata fatta crescere rapidamente dagli Ori. Essenzialmente è un Ori in forma umana, è stata creata per aggirare le regole che stabiliscono che un Ori non possa usare direttamente i suoi poteri per conquistare la Via Lattea. Possiede varie abilità sovraumane come i priori e guida l'esercito degli Ori.

### Alleati

#### Tau'ri
I Tau'ri, anche detti terrestri, sono gli umani del pianeta Terra. Il loro primo incontro con una specie aliena avvenne all'alba dei tempi, quando il Goa'uld conosciuto con il nome di Ra, dopo lungo peregrinare per lo spazio, giunse nei pressi della Terra e scelse il primo ospite umano per rimpiazzare il suo vecchio corpo ormai morente. Da Ra ebbe origine la civiltà egizia, ma anche millenni di schiavitù e deportazioni ad opera di decine di altri Goa'uld. I Tau'ri si ribellarono al predominio Goa'uld scacciando i Jaffa di Ra e seppellendo lo stargate sottoterra. Nel periodo successivo furono quasi dimenticati dal resto dell'universo, ma una volta riaperto lo stargate, la loro esistenza fu nuovamente svelata.

#### Antichi
Gli Antichi sono una razza straordinariamente avanzata originaria di una galassia lontana, stabilitasi ad un certo punto sulla Terra. Sono conosciuti principalmente per essere stati i costruttori degli stargate, una delle più avanzate forme di tecnologia nell'universo fantascientifico di Stargate, nonché la principale.

Dopo aver formato l'Alleanza delle quattro grandi razze, ascesero (tutti o quasi) verso un più alto livello di esistenza abbandonando lo stato dell'universo materiale.

#### Asgard
Gli Asgard sono una specie benevola, altamente progredita ed evoluta proveniente da un'altra galassia, che in passato visitò la Terra in molte occasioni, dando origine alle più antiche leggende nordiche. In passato facevano parte dell'Alleanza delle quattro grandi razze. Il loro scopo nella Via Lattea consiste principalmente nell'opporsi ai Goa'uld e ai Replicatori e nell'assicurare protezione dai Goa'uld ad un certo numero di pianeti. Poiché la loro riproduzione avviene per clonazione invece che sessualmente, gli Asgard soffrono di una pesante degradazione del loro patrimonio genetico, che li porterebbe in breve tempo all'estinzione. Al fine di salvare la loro razza, investono molte risorse nello studio del DNA dei loro antenati, nonché di quello degli Umani. In seguito al fallimento di questo tentativo, nell'ultimo episodio della serie, donano tutta la loro conoscenza ai Tau'ri (i terrestri) e attuano un gigantesco suicidio di massa facendosi esplodere con il loro pianeta.
Alcuni Asgard, comunque, sopravvivono nella galassia di Pegaso, dove erano emigrati millenni prima.
Il loro aspetto è molto simile a quello degli alieni grigi citati nel presunto incidente UFO di Roswell del 1947.

#### Nox
I Nox sono una razza umanoide molto progredita, parte dell'Alleanza delle quattro grandi razze.
Sono un popolo pacifico e contrario a qualsiasi forma di violenza, la cui tecnologia molto avanzata permette loro di rendere invisibile qualsiasi oggetto o essere vivente arrivando persino ad occultare un'intera città volante, e di dare l'impressione di non usare apparentemente alcuna tecnologia (sono, ad esempio, in grado di attivare lo Stargate verso la destinazione voluta senza utilizzare un DHD e senza apparentemente toccare alcunché). Attraverso il rito della vita (anche qui la tecnologia usata è totalmente invisibile, nonostante venga più volte detto che durante tale rito l'invisibilità scompare) sono inoltre in grado di resuscitare i morti.

#### Furling
I Furling sono la specie più misteriosa di Stargate SG-1. La loro esistenza è confermata solo dall'essere stati parte dell'Alleanza delle quattro grandi razze e dalla presenza di iscrizioni in lingua furling su alcuni reperti e costruzioni disseminati per la galassia.
Compariranno (solo scherzosamente) nell'episodio "200" della decima stagione della serie.

#### Tok'ra
I Tok'ra (in lingua goa'uld letteralmente, "Contro Ra") sono una fazione clandestina dei Goa'uld che combatte da millenni contro i Signori del sistema attraverso una fitta rete d'infiltrazione e numerose azioni di sabotaggio. Diversamente dai Goa'uld, che possiedono con la forza i propri organismi ospiti, i Tok'ra hanno rispetto per l'ospite con cui condividono un libero e sinergico scambio relazionale. I Tok'ra, tuttavia, sono una razza in via d'estinzione poiché la loro regina, Egeria, madre di tutti i Tok'ra, è morta.

#### Tollan
I Tollan sono un popolo avanzato inizialmente poco propenso ad allacciare rapporti amichevoli con i Tau'ri, in quanto gelosi della propria tecnologia. L'SG-1 incontra i Tollan sul loro pianeta natale che è stato devastato (a causa della condivisione della loro tecnologia con una razza da loro giudicata inferiore) e riporta sulla Terra alcuni superstiti. In seguito si instaurano rapporti amichevoli con il pianeta Tollan finché i Goa'uld riescono a superare tecnologicamente le loro armi difensive e distruggono il pianeta sul quale si sono stabiliti i Tollan.

### Altri
Gran parte di tali alieni, è in realtà una popolazione umana trasferita su un altro pianeta dai Goa'uld e come tali non hanno nulla di fisiologicamente diverso dai Tau'ri. Non è il caso però degli Unas liberi, dei Jaffa ribelli, degli spiriti e di altre popolazioni non presenti nella seguente lista:
- Jaffa ribelli
- Unas liberi
- Langariani
- Abydosiani
- Argosiani
- Eurondiani
- Gadmeer
- Hankaniani
- Hebridiani
- Nomadi di Vis Uban
- Pangariani
- Re'ol
- Spiriti
- Surrakin
- Aschen
- Caledoniani
- Re'tu

## Pianeti
I pianeti esplorati durante la serie sono innumerevoli. Ecco i principali:
- Terra: () il pianeta natale dei Tau'ri (umani) e avamposto principale degli Antichi nella Via Lattea.
- Chulak: () uno dei mondi abitati dai Jaffa, in principio governato da Apophis. È il pianeta natale di Teal'c.
- Abydos: () P8X-873, il pianeta visitato nel film originale, e più avanti parecchie volte anche durante la serie SG-1. Pianeta natale di Sha're e Skaara
- Tollana: () il pianeta natale dei Tollan prima della sua distruzione.
- Hanka: () P8X-987, il pianeta d'origine di Cassandra, la figlia adottiva della Dottoressa Fraiser. La sua popolazione fu sterminata da un'epidemia causata da Nirrti.
- Altaira: P3X-989, il pianeta natale di Harlan, la prima forma di vita artificiale vista nel corso della serie.
- Langara: il pianeta natale di Jonas Quinn. Un mondo industrializzato sull'orlo di una guerra mondiale. È l'unico pianeta conosciuto in cui esistano giacimenti di Naquadriah.
- Othala: () il mondo d'origine degli Asgard. Il sistema solare di Othala fu intrappolato in una bolla temporale creata con un "dispositivo di dilatazione temporale" nel tentativo, poi fallito, di sradicare la minaccia dei replicatori.
- Il Sito alpha: P3X-984, base umana su un mondo alieno disabitato stabilita nel caso in cui la Terra (o qualunque altro mondo controllato dagli umani) cada sotto assedio da parte del nemico e la base SGC debba essere evacuata. I Goa'uld non sono a conoscenza delle sue coordinate.

## Tecnologia
- Astronave Prometheus
- MALP
- Guanto Goa'uld
- Naquadah
- Sarcofago
- Stargate (dispositivo)
- Za'tarc

## Parole chiave
- Harcesis
- Hok'taur
- NID
- Prim'tah
- Primo Jaffa
- SG-1
- Comando Stargate (SGC)
- Shol'va
- Signori del sistema

## Adattamento dei dialoghi e dei titoli
La traduzione italiana ha presentato numerosi errori e approssimazioni nel corso della serie. In parte ciò si è verificato nell’adattamento dei titoli: Double Jeopardy (titolo dell’episodio 4x21), che vuol dire "doppio rischio", "doppio pericolo", e può far riferimento alla cosiddetta "double jeopardy clause", diventò invece Doppia identità, travisando anche il senso della storia in quanto non appaiono in essa doppie identità ma, al contrario, coppie di personaggi che condividono la stessa identità pur trattandosi di differenti entità (umana e artificiale); Beast of Burden (titolo dell’episodio 5x07) fu reso con un avventato La bestia di Burden, mentre in realtà l'espressione significa "bestia da soma"; i titoli degli episodi Revelations (5x22) e Disclosure (6x17) furono entrambi tradotti Rivelazioni; il primo episodio della settima stagione Fallen e il doppio episodio finale The Lost City (7x21-22) furono tradotti, rispettivamente, La città perduta e Città perduta; l'episodio Ripple Effect (9x13) fu tradotto Universi paralleli, come già era stato per il ventesimo episodio della prima stagione There But for the Grace of God.
Altri errori riguardano termini ed espressioni usate dai personaggi, e arrivano a causare difficoltà di comprensione di alcuni passaggi di trama. Ad esempio Jack, nell'episodio finale della settima stagione The Lost City (it. Città perduta) paragona il Signor Burns (personaggio dei Simpson, cartoon di cui è un grande fan) a un Goa’uld, dicendo a Teal'c "It's a perfect analogy: Burns as Goa’uld" ("È una analogia perfetta: Burns è come i Goa’uld"), ma in italiano questa battuta si è persa in quanto Burns è stato tradotto con “brucia" (e quindi "... brucia come i Goa’uld"), lasciando confuso il telespettatore; l’errore si è ripetuto nell'episodio 8x15 Citizen Joe (it. Il cittadino Joe) in cui Dan Castellaneta (Homer Simpson nella versione originale), dando ragione a Jack, dice "between you and me, I totally see the analogy. Burns as Goa'uld" che in italiano è diventato, appunto, ”detto tra noi, io vedo pienamente l'analogia. Brucia come i Goa’uld", invece di "Burns è come i Goa’uld". Nella seconda parte di Moebius, che chiude l'ottava stagione (episodio 8x20), una delle battute finali di Jack, "get their hands on this", cioè "mettere le mani su questa", con riferimento ad una cassa ma al contempo evidentemente alludendo a Samantha, è stata liberamente tradotta "mettere le mani sulla mia donna", dando così per fattuale l'inizio di una relazione fra i due, che invece sia nell'episodio in questione che nel restante della serie e nei suoi spin-off rimane per lo spettatore qualcosa di suggerito, come nella battuta di Jack, ma mai confermato. Nell'episodio 9x05 The Powers that Be (it. La minaccia degli Ori), le parole "they learned of humanity's potential. Eventually, over time, they used that knowledge to shed their physical bodies and live as energy on another…higher plane of existence", proferite da Daniel in riferimento agli Ori, e traducibili come "sono venuti a conoscenza del potenziale dell'umanità. Alla fine, col tempo, hanno usato quella conoscenza per disfarsi dei propri corpi fisici e vivere come energia su un altro... più alto piano di esistenza", sono state invece tradotte in modo totalmente fantasioso come "hanno acquisito capacità umane. E alla fine hanno utilizzato la loro conoscenza per sopravvivere nei corpi umani succhiando l’energia di altri… esseri viventi".
Per citare altri esempi rappresentativi, comunque non esaustivi: nell'episodio 1x14, si afferma stranamente che Ra stava impedendo di schiavizzare la Terra, e difatti, nei dialoghi originali, si afferma al contrario che Hathor stava impedendo ciò a Ra; "scholar", che significa "studioso", è tradotto "studente" (episodio 1x21); nell'episodio 2x06, si lascia intendere che l'SG-1 abbia addirittura distrutto l'astronave madre degli Asgard, anziché, più semplicemente, un loro dispositivo; "I'm thinking Cassandra" diventa "sto facendo la Cassandra", anziché "sto pensando a Cassandra" (episodio 2x08); "I don't see the problem" ("non vedo il problema", in riferimento a una eventuale fuga di notizie sullo stargate) diventa al contrario "sarebbe un vero disastro" (episodio 2x09); "it's not Me saying the words" ("non sono Io a pronunciare le parole") diventa "non sento le parole" nell'episodio 2x12; "quantum gravity" si traduce "gravità quantistica" e non con l'erroneo "gravità dei quanti" (episodio 2x16); nell’episodio 2x21 si parla di un fantomatico "razzo solare", che altro non è che un'erronea traduzione di "solar flare", ovvero un flare (o brillamento) solare, e "Earth’s magnetic field", invece che "campo magnetico terrestre", diventa "campo magnetico del razzo"; "750 AD" viene tradotto "750 avanti Cristo" anziché "dopo Cristo" (episodio 3x05); l'espressione "change of heart" significa "cambiare idea" (episodio 3x06) mentre è tradotta in italiano con "trapianto di cuore", insinuando il dubbio che Teal'c si sia sottoposto a tale operazione chirurgica; "neurons" è tradotto "neutroni" anziché "neuroni" (episodio 3x11); nell'episodio 4x01 "set up the second gate" (cioè "posizionare il secondo gate") diventa "costruire il nuovo stargate", facendo intendere che i terrestri ne abbiano costruito uno; per tradurre "wormhole" sono stati utilizzati di volta in volta vari termini pressoché casuali come "buco nero" (episodio 4x03), "spaziotemporale" (episodio 5x12), "iride" (5x14), "spirale" (episodio 5x15), "vortice stellare" (episodio 7x09) e "flusso magnetico" (ancora nell'episodio 7x09); nell'episodio 4x07 i raggi UV vengono chiamati "raggi UAV", confondendoli evidentemente con la sigla che indica l'aeromobile a pilotaggio remoto spesso usata dai personaggi nella serie; "it's a terraformer" diventa "alterazione genetica" (episodio 4x09); "You, Daniel and Teal'c" diventa "tu, O'Neill e Daniel" (episodio 4x19); "135 degrees Fahrenheit" diventano "50 gradi Fahrenheit" (episodio 5x08); l'"event horizon" è ripetutamente chiamato, invece che orizzonte degli eventi, "evento orizzonte" (episodio 5x14); "reach", "raggiungere", viene confuso con "teach" e diventa "insegnare" (episodio 5x21); "shields", da "scudi", diventa "armi" (episodio 5x22); "plasma cutter" è tradotto come "taglierina per il plasma" anziché "tagliatrice al plasma" (episodio 6x11); le "onde gravitazionali" dell'episodio 6x20 sono in realtà "gravity waves", ossia "onde di gravità; "you need to focus it", nel senso di "devi concentrarla" (o "focalizzarla"), riferito alla luce di una torcia, è stato tradotto come "cerca di concentrarti", mentre "I'm an Ancient. (...) Not me, but the Others like me. They're the Ancients", cioè "sono un Antico. (...) Non io, ma gli Altri come me. Loro sono gli Antichi", diventa "è antico. (...) Beh, parlo del linguaggio. E’ scritto dagli Antichi" (episodio 6x22); "twenty-eight" ("ventotto") diventa "terzo" (episodio 7x01); "my birthday", cioè "il mio compleanno", diventa "la mia età" e i g, unità di misura di accelerazione, sono tradotti come "un Gs" (episodio 7x03); "clear!", nel senso di "sgomberate!", diventa "chiudete!", nonostante lo stargate sia già spento (episodio 7x04); negli episodi 7x04 e 7x17 quella che dovrebbe essere "attività del gate" diventa, rispettivamente, "attività di tutti gli stargate" e "tutti gli stargate attivi"; "hundreds of years", "centinaia di anni", diventa "milioni e milioni di anni" (episodio 7x06); a causa di un errore di traduzione nell'episodio 7x09 si lascia intendere che Sam abbia, in passato, provocato una reazione a catena che ha ucciso tutti gli abitanti di un pianeta, mentre in realtà questo è solo ciò che sarebbe potuto accadere se il problema non fosse stato risolto; "sub-light" è stato reso, in un dialogo dell'episodio 7x13, con l'errato "subleggeri", ma nei restanti dialoghi è correttamente tradotto "subluce", tuttavia, nello stesso episodio, un dialogo fra Sam e Daniel sull'ascensione e uno fra Jack e Teal'c sono stati completamente stravolti; nell'episodio 7x17 "it was carbon-dated" ("fu datato col carbonio") diventa "il carbonio è identico" e "mine" è tradotto come "mine" mentre sta per "miniera"; nell'episodio 7x20 la banca dati aliena degli Antichi diventa "banca dati di un antico alieno"; "millions" si trasforma in "decine di milioni" nell'episodio 8x10 e i "terabytes" in "tetrabyte" nel successivo 8x11; nell'episodio 8x17 si confonde "da tutta la galassia" con "da tutte le galassie" mentre i "waffles" sono "toast" nell'episodio 8x18; nell'episodio 8x19 "five years after", "cinque anni dopo", diventa "cinque anni prima" e la nave usata dall'SG-1 diventa semplicemente "l'SG-1", così come "la nave di Osiris" diventa "la nave Osiris" nell'episodio 9x07; "logs", "appunti", viene tradotto come "logaritmi" (episodio 9x09); "basement", cioè "seminterrato" o "scantinato", è tradotto "base" (episodio 9x10); il leptone, gruppo di particelle elementari della fisica, è pronunciato costantemente con l'accento sbagliato "lèptone" (episodio 9x18); la teoria M e la teoria del multiverso sono confuse fra loro e rese in modo impreciso nella traduzione di un dialogo dell'episodio 10x13; "l'affetto di mia madre" viene scambiato con "il mio senso materno" nell'episodio 10x14, episodio nel quale, a causa di omissioni di traduzione in un successivo dialogo, sembra passare come figlio di Woolsey quello che è in realtà il figlio di Anubis, e, infine, "la vittoria degli Ori" è sostituita da "la vittoria sugli Ori"; i "dati preoccupanti" dell'ultimo episodio 10x20 diventano invece "dati straordinari".
Inoltre, sempre nell'adattamento italiano, "SGC" diviene "SG-1" negli episodi 2x09 e 7x03 e "Stargate" nell'episodio 4x05; l'"SG-5" diventa "SG-1" nell'episodio 4x18, mentre "SG" viene tradotto "SGC" (episodio 5x13) e viceversa (episodio 6x16), e ancora "Stargate" diventa "SG-1" nell'episodio 7x02; il popolo dei Tollan viene confuso con un loro dispositivo di comunicazione cui ci si riferisce come a "un Tollan" (episodio 2x18); "the Goa'uld Pelops" ("il Goa'uld Pelops") è tradotto "i pelopi Goa’uld"; negli episodi 5x15 e 5x16 Lantash acquista articolo indeterminativo diventando "un Lantash"; "nearest unoccupied gate world" ("il più vicino mondo disabitato con uno stargate") diventa "il cancello più vicino" (5x17); il minerale alieno naquadah viene spesso confuso col naquadriah (episodi 6x01, 6x07, 6x11, 6x13, 6x20, 6x21, 7x01, 7x07 e 7x09); gli Antichi vengono talora chiamati Proavi (episodio 6x02) e Arcaici (episodi 7x01 e 8x19); gli Asgard diventano "l'Asgard" (episodio 6x03) e "Antichi" (episodio 8x01); un errore di traduzione nell'episodio 7x04 fa sembrare che Rak'Nor sia un pianeta, anziché un Jaffa; nell'episodio 7x09 il DHD viene dapprima confuso con lo stargate, poi chiamato "attivatore", cosa, quest'ultima, ripetutasi nell'episodio 7x17; il goa'uld Moloc e Ba'al vengono declinati al plurale con "dei Goa'uld Moloc" e "i Ba'al" negli episodi 7x10 e 8x17; nell'episodio 9x02 si fa misteriosamente menzione de "lo spettro", che altro non è che una traduzione, indesiderata, dei Wraith, specie nemica nello spin-off Stargate Atlantis, e successivamente i Jaffa sono declinati al singolare ("Jaffa sarà governato"); nell'episodio 9x08 il Chappa'ai, nome alternativo dello stargate, viene trattato, in un dialogo, come una persona con cui mettersi in comunicazione; nel secondo episodio della decima stagione gli "ascesi" sono chiamati “ascendenti”. Per di più, le parole "iris" e "gate" sono generalmente tradotte entrambe come "iride", causando confusione e contraddizioni: solo nelle ultime stagioni, "gate" viene reso con termini più appropriati come "portale" o anche "gate" come nell'originale. Anche i "replicators" subiscono un cambio di traduzione diventando, nella sesta stagione, da "replicatori" a "replicanti".

## Effetti speciali
Stargate SG-1 è stata, per l'epoca, una delle serie tv che ha fatto maggiormente uso di effetti speciali, con un budget di 40 000 $ per ogni episodio. La maggior parte del lavoro è stato svolto dalla Rainmaker Digital Effects.
La Lost Boys Studios ha collaborato con la serie dalla 1ª alla 5ª stagione, La Image Engine ha lavorato alla 2ª stagione, mentre le stesse serie SG-1 e Atlantis sono state responsabili di circa il 30-40% del fatturato della Atmosphere Visual Effects in quegli anni.

## Opere correlate

### Spin-off
Nel 2002, è stata realizzata la serie animata Stargate Infinity, che non è però considerata ufficialmente parte dell'universo di Stargate.
Nel 2004, parallelamente all'ottava stagione, sono iniziate le trasmissioni del primo spin-off ufficiale, Stargate Atlantis. È durato cinque stagioni e 100 episodi, l'ultimo dei quali è stato trasmesso nel gennaio 2009.
È stata prodotta anche una terza serie, intitolata Stargate Universe, durata due stagioni in onda dal 2009 al 2011.

### Film Direct-to-DVD
| Titolo                        | Release in lingua originale | Release in italiano | Prima TV Italia  |
| ----------------------------- | --------------------------- | ------------------- | ---------------- |
| Stargate: L'arca della verità | 11 marzo 2008               | 29 aprile 2008      | 20 novembre 2008 |
| Stargate: Continuum           | 29 luglio 2008              | 10 settembre 2008   | 27 dicembre 2009 |

### Videogiochi
Era stato previsto un videogioco ispirato alla serie dal titolo Stargate SG-1: The Alliance prodotto da Perception Pty e distribuito da JoWood, ma il progetto è stato cancellato.
Anche il progetto del MMORPG (Massive Multiplayer Online Role Play Game) Stargate Worlds, è stato cancellato.

## DVD
Sia in USA che in Italia sono disponibili in DVD tutte e 10 le stagioni della serie ed i film in direct-to-video Stargate: L'arca della verità e Stargate: Continuum.